# Kelly Holmes
Dame Kelly Holmes, DBE (sinh ngày 19 tháng 4 năm 1970) là một vận động viên điền kinh đã về hưu của Anh.
Holmes là vận động viên chuyên nghiêp trên hai đường đua 800 mét và 1500 mét và giành huy chương vàng ở cả cả hai cự li vào mùa Hè năm 2004 thế Vận hội ở Athens. Cô lập kỷ lục điền kinh ở Anh với các cự li 600, 800 và 1000m.
Lấy cảm hứng từ một số vận động viên cự ly trung bình ở Anh vào cuối những năm 1970 và đầu những năm 1980, Holmes bắt đầu tham gia các cuộc chạy đua cự ly trung bình khi độ tuổi còn rất trẻ. Holmes gia nhập Quân đội Anh, nhưng vẫn tiếp tục tham gia điền kinh ở tổ chức. Cô quay sang điền kinh chuyên nghiệp vào đầu những năm 1990 và năm 1994, cô chiến thắng ở cự ly 1500m tại Đại hội thể thao Khối Thịnh vượng chung và giành huy chương bạc tại giải vô địch điền kinh châu Âu. Cô giành được một huy chương bạc và một huy chương đồng tại Giải vô địch điền kinh thế giới năm 1995, nhưng không giành được một huy chương nào tại thế Vận hội ở Atlanta năm 1996. Cô ấy đã thắng giải bạc cự ly 1500m vào năm 1998 ở Commonwealth Games và giải đồng trong 800m tại 2000 Sydney Olympics, đây là huy chương Olympic đầu tiên của cô.
Holmes sẽ thi đấu cự ly 1500m vào năm 2002 khối thịnh Vượng chung Trò chơi và 800m đồng ở Munich, phụ Nữ vô Địch năm đó. Năm 2003 theo dõi mùa thấy cô ấy đưa bạc trong 1500m ở thế Giới trong Nhà vô Địch và 800m huy chương bạc tại nhà vô Địch thế Giới và đầu tiên Điền kinh thế Giới Cuối cùng.
Cô đã tham gia vào đường đấu cuối cùng và giành chức vô địch năm 2004, với một căp huy chương vàng ở Athens Olympics, và kết thúc là nhà vô Địch Olympic cư li 800m và 1500m. Vì những thành tựu của mình, cô đã được nhiều giải thưởng và cả Huân chương Đế chế Anh Quốc (DBE) trong năm 2005. Cô đã nghỉ hưu năm 2005 và xuất hiện một vài lần trên TV.

## Cuộc đời và sự nghiệp
Holmes đã được sinh ra ở Pembury, Kent, là con gái của Derrick Holmes, một người Jamaica- một thơ cơ khí sửa xe và một người mẹ mang quốc tich Anh, Pam Norman. Mẹ cô, vào sinh nhât 18 tuổi đã kết hôn họa sĩ trang trí Michael Norris, mà Holmes coi như cha cô. Bảy năm sau đó. Holmes lớn lên trong Hildenborough, Kent, nơi cô nhâp hoc ở trường Hildenborough, và sau đó là Hugh Christie Trường toàn Diện ở Watford, từ năm 12 tuổi.
Cô bắt đầu được đào tạo tham gia điền kinh lúc 12 tuổi, gia nhập Câu lạc bộ điền kinh Tonbridge, nơi cô đã được huấn luyện bởi David Arnold và đã giành chiến thắng ở English School cho cư li 1500 mét trong mùa thứ hai năm 1983. Người anh hùng của cô là  Steve Ovett, người cô đã lấy làm nguồn cảm hứng về sự thành công trong Thế vận hội Mùa hè 1980.

Tuy nhiên, Holmes sau đó đã từ bỏ điền kinh, gia nhập Quân đội Anh năm 18 tuổi, bỏ học hai năm và làm việc ban đầu như một trợ lý cửa hàng trong một cửa hàng bánh keo và sau đó là một y tá cho các bệnh nhân người khuyết tật. Trong Quân đội, cô được phân ban đầu làm một tài xế xe tải của Phụ nữ của Hoàng gia Quân đoàn (WRAC), sau này trở thành một trơ  lý hướng dẫn (ANGRY). Holmes sau đó được bầu trong tháng 6 năm 1990 để tham gia các khóa học đầu tiên được chạy theo Quân đội của vật Lý mới chương trình Đào tạo, và vượt qua như một Lớp 2 PTI.  Mặc dù còn khá trẻ, Holmes' đã có sức mạnh thể thao ấn tượng, và cô ấy đã được khuyến khích tham dự cho Quân đội Hoàng gia Đào tạo vật Lý, quân Đoàn (RAPTC).
Tại sự kiện khác, cô ấy tham dự và sẽ 800 mét, một 3.000 mét và một cuộc đua tiếp sức trong một ngày. Cô ấy cũng sẽ các bảy môn phối hợp.
Trong vài năm, cô kết hợp điền kinh với việc làm trong Quân đội, cho đến khi tăng tiền tài trợ cho phép cô để trở thành vận động viên trong năm 1997.

## Nghề nghiệp

### Athens Olympic Games 2014

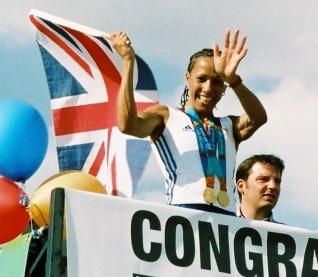
Holmes trên cuộc diễu hành

Ít nhất một lần, cô coi tự tử, nhưng cuối cùng cô đã tìm kiếm sự giúp đỡ từ một bác sĩ và được chẩn đoán lâm sàng trầm cảm. Trong khi cô ấy không thể sử dụng chống trầm cảm, bởi vì nó sẽ ảnh hưởng đến diễn xuất của cô ấy, cô ấy bắt đầu dùng thảo dược serotonin máy tính bảng. Trong năm 2005, sau những thành tựu của mình vào mùa Hè năm 2004 Olympics, Holmes đã chọn để nói về cô ấy tự hại để cho người khác đó là một vận động viên chuyên nghiệp là một điều vô cùng khó để làm và nơi các vận động viên dưới một lượng lớn của sự căng thẳng. Sau đó, vào tháng chín, 2017, Holmes giải thích rằng "xuống thấp nhất của tôi, tôi đã cắt bản thân mình với kéo mỗi ngày mà tôi đã bị thương." Holmes, sự trung thực nhanh chóng sẽ lời khen ngợi của cô từ người trên Twitter.
Trong trận chung kết 1500 m, cô đã dẫn đầu trong thẳng cuối cùng, giành chức vô địch thế giới từ vân đông viên của Nga   Tatyana Tomashova của Nga. Cô ấy như vậy, trở thành người phụ nữ thứ ba trong lịch sử để làm 800 m và 1500 m (sau khi Sạch Kazankina của Liên Xô trong năm 1976 và Svetlana Masterkova của Nga trong năm 1996), và đầu tiên của Anh, đôi huy chương vàng ở cùng một trò chơi kể từ khi Albert Đồi trong năm 1920. Cô thời gian 3 phút 57.90 giây trong các 1500 cuối cùng đặt một Anh mới hồ sơ cho khoảng cách.
Sau đó, Holmes được vinh dự mang lá cờ của Anh tại buổi lễ bế mạc, ngày 29 tháng tám ngay sau khi cô ấy có chiến thắng thứ hai. Một gia đình đến cuộc diễu hành đã được tham dư vào buổi diễu hành của cô ở Hildenborough và TonBrigh với sự tham dự của khoảng 40,000 người. Holmes cũng nhân được giải BBC Sports Personality of the Year.

### Vận động viên
| Sự kiện              | Thời gian     | Địa điểm                   | Ngày                     |
| -------------------- | ------------- | -------------------------- | ------------------------ |
| 600 mét              | 1:25.41 (Anh) | Bỉ, Bỉ                     | 2 tháng 9 năm 2003       |
| 800 mét              | 1:56.21 (Anh) | Monte Carlo, Monaco        | 9 tháng 9 năm 1995       |
| 800 mét (trong nhà)  | 1:59.21       | Ghent, Bỉ                  | 9 tháng 2 năm 2003       |
| 1000 mét             | 2:32.55 (Anh) | Leeds, Anh Quốc            | Ngày 15 tháng 6 năm 1997 |
| 1000 mét (trong nhà) | 2:32.96       | Birmingham, Vương Quốc Anh | 20 tháng 2 năm 2004      |
| 1500 mét             | 3:57.90       | Athens, Hy Lạp             | 28 ngày năm 2004         |
| 1500 mét (trong nhà) | 4:02.66 (Anh) | Birmingham, Vương Quốc Anh | 16 Tháng ba năm 2003     |
| Một dặm              | 4:28.04       | Glasgow, Vương Quốc Anh    | 30 tháng 8 năm 1998      |
| 3.000 mét            | 9:01.91       | Gateshead, Vương Quốc Anh  |                          |

- . ISBN 1-85227-222-8. {{Chú thích sách}}: |title= trống hay bị thiếu (trợ giúp)|tựa đề= trống hay bị thiếu (trợ giúp)
- . ISBN 1-85227-224-4. {{Chú thích sách}}: |title= trống hay bị thiếu (trợ giúp)|